# L Festival Internacional de la Canción de Viña del Mar
El L Festival Internacional de la Canción de Viña del Mar,   o simplemente Viña 09, se celebró entre el 23 al 28 de febrero de 2009 en el Anfiteatro de la Quinta Vergara, en la ciudad chilena de Viña del Mar, Región de Valparaíso. Los presentadores fueron Felipe Camiroaga, de Televisión Nacional de Chile, y Soledad Onetto, de Canal 13.

## Desarrollo
Para la presente edición se mantuvo el formato replicado en años anteriores por Canal 13 y Televisión Nacional de Chile. 

### Día 1 (lunes 23)
- Antonio Vodanovic (obertura) (A)
- Joan Manuel Serrat[3] (A)
- Competencia folclórica
- Camila[4] (A, A, G)
- Competencia Internacional
- La Noche[5] (A, A, G)

### Día 2 (martes 24)
- Verónica Villarroel (obertura) (A, A, G)
- Juanes[6] (A, A, G)
- Competencia folclórica
- Fernando Ubiergo (A, A, G)
- Competencia Internacional
- KC and the Sunshine Band (A, A, G)

### Día 3 (miércoles 25)
- (Obertura)
- Carlos Santana[7] (A, A, G)
- Competencia folclórica
- Leonardo Farkas (A)
- Competencia Internacional
- Dinamita Show[8] (humor) (A, A, G)
- Roger Hodgson[9] (A, A, G)

### Día 4 (jueves 26)

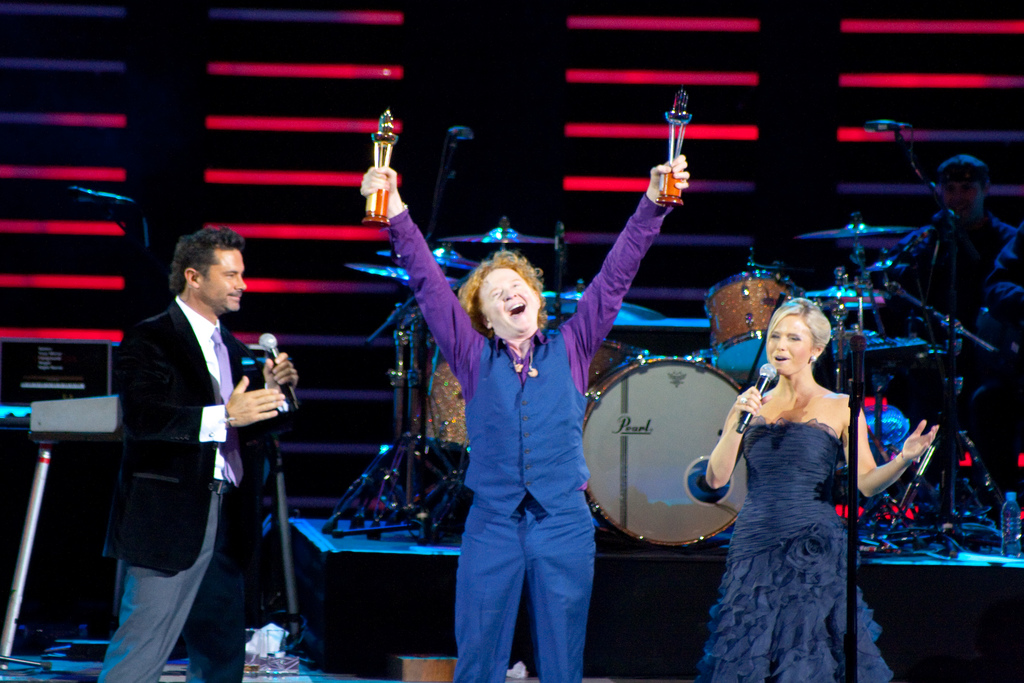
Mick Hucknall, vocalista de Simply Red, recibiendo los premios de manos de Felipe Camiroaga y Soledad Onetto.

- Ballet Folclórico de Chile "Bafochi" (obertura)
- Simply Red[9] (A, A, G)
- Competencia folclórica
- Paolo Meneguzzi
- Competencia Internacional
- Manpoval (humor)
- R.K.M & Ken-Y[9] (A, A, G)

### Día 5 (viernes 27)
- Ballet Folclórico de Chile ("Bafochi") (obertura)
- Luis Fonsi[5] (A, A, G)
- Final Competencia folclórica (G, L, G, L)
- Semifinal Competencia Internacional
- Daddy Yankee[5] (A, A, G)

### Día 6 (sábado 28)
- Obertura
- Natalino[5] (A, A)
- Final Competencia Internacional (G, L, G, L)
- Marc Anthony[7][5] (A, A, G)

## Competencias internacional y folclórica

### La Lira de Oro
La Lira de Oro es el premio entregado a la canción vencedora de este año en las competencias folclórica e internacional. Debido a que en el 2009 se celebra la quincuagésima versión del festival, se decidió que todas las canciones participantes fuesen las que, desde el 2001, hayan obtenido el primer lugar, y como todas ellas ya ganaron la Gaviota de Plata, el trofeo fue esta vez la Lira de Oro.

### Competencia internacional

#### Jurado
- Leonardo Farkas[11]
- Bastián Bodenhöfer[12]
- Martín Cárcamo[12]
- Catherine Fulop[13]
- Fernando Ubiergo (presidente del jurado)[13]
- Juanita Parra (en reemplazo de Luis Cobos)[14]
- Paolo Meneguzzi[15]

#### Canciones en competencia
| País          | Título                                                        | Autor                                          | Compositor                                     | Intérprete                                            |
| Ganador       | Ganador                                                       | Ganador                                        | Ganador                                        | Ganador                                               |
| ------------- | ------------------------------------------------------------- | ---------------------------------------------- | ---------------------------------------------- | ----------------------------------------------------- |
| Argentina     | «Ayer te vi»                                                  | Víctor Heredia                                 | Víctor Heredia                                 | Emiliano del Río (originalmente por Raly Barrionuevo) |
| Finalistas    |                                                               |                                                |                                                |                                                       |
| Costa Rica    | «Dilo de una vez»                                             | Humberto Vargas Valerio                        | Humberto Vargas Valerio                        | Humberto Vargas Valerio                               |
| Perú          | «Mi alma entre tus manos»                                     | Jessica Sarango, Jorge Pardo, Andrés Landavere | Jessica Sarango, Jorge Pardo, Andrés Landavere | Jorge Pardo                                           |
| Participantes |                                                               |                                                |                                                |                                                       |
| Italia        | «La guerra dei trent' anni» («La guerra de los treinta años») | Domenico Protino                               | Domenico Protino                               | Domenico Protino                                      |
| España        | «Cuando quieras volver»                                       | Pedro Fernández de Valderrama Díaz             | Pedro Fernández de Valderrama Díaz             | Materia Prima                                         |
| Chile         | «Tus ojos»                                                    | Alexis Venegas                                 | Alexis Venegas                                 | Alexis Venegas                                        |
| España        | «Este amor es tuyo»                                           | Chema Purón                                    | Chema Purón                                    | Lucía Pérez (originalmente por Gisela)                |
| Argentina     | «Soy tu ángel»                                                | Ricardo Pald, Valeria Lynch                    | Ricardo Pald, Valeria Lynch                    | Guillermo Fernández (originalmente por Óscar Patiño)  |

- Mejor intérprete: Guillermo Fernández,  Argentina.

### Competencia folclórica

#### Jurado
- Piero (presidente del jurado)[16]
- Sergio Campos[13]
- Fernanda Hansen[12]
- Katherine Salosny[12]
- Rafael Zamarripa[15]

#### Canciones en competencia
| País          | Título                           | Autor                             | Compositor                        | Intérprete                                          |
| Ganador       | Ganador                          | Ganador                           | Ganador                           | Ganador                                             |
| ------------- | -------------------------------- | --------------------------------- | --------------------------------- | --------------------------------------------------- |
| Chile         | «Cueca al sol»                   | Isabel Parra                      | Isabel Parra                      | Camila Méndez                                       |
| Finalistas    |                                  |                                   |                                   |                                                     |
| Colombia      | «Me duele el alma»               | Leonardo Gómez, Diana Hernández   | Leonardo Gómez, Diana Hernández   | Maria Mulata                                        |
| Argentina     | «Bailando con tu sombra (Alelí)» | Víctor Heredia                    | Víctor Heredia                    | Gabino Fernández (originalmente por Abel Pintos)    |
| Participantes |                                  |                                   |                                   |                                                     |
| Perú          | «Tusuykusun» ("Bailemos")        | Damaris Mallma Porras             | Damaris Mallma Porras             | Damaris Mallma Porras                               |
| Chile         | «Canción de agua y viento»       | Elizabeth Morris                  | Elizabeth Morris                  | Elizabeth Morris y grupo                            |
| Argentina     | «Pintadita»                      | Fernando Barrientos y Raúl Orozco | Fernando Barrientos y Raúl Orozco | Fernando Barrientos y Raúl Orozco                   |
| Perú          | «Juramento»                      | Carlos Rincón                     | Carlos Rincón                     | Gissela Catter (originalmente por Eduardo del Perú) |
| Chile         | «Whipala»                        | Danny Rodríguez                   | Danny Rodríguez                   | Los Sayas                                           |

- Mejor intérprete: Camila Méndez,  Chile.

## Cobertura

### Transmisión
Para Chile el evento es transmitido en vivo por los canales de televisión abierta Canal 13 y Televisión Nacional de Chile (TVN), y por Radio Cooperativa. A ello se suma la transmisión en vivo del evento para toda Latinoamérica por la cadena de televisión por cable A&E Latinoamérica, que había transmitido en años anteriores el Festival pero en tiempo diferido.
La señal internacional de TVN, TV Chile, también llevó el evento a 26 países, entre los que destacan Alemania, España, Suecia, Finlandia, Noruega, Dinamarca, Australia, Estados Unidos y Canadá.
Otras señales nacionales transmitieron el evento, como por ejemplo:
- CMI Televisión
- ATB Red Nacional[19]
- Telesistema Dominicano
- Televicentro
- Televisa
- Televicentro
- Canal 2
- Telefé
- Canal 11 SERTV
- Tlñ
- Repretel
- Canal 13
- TV Cerro Corá

### Programas satélite
- Canales oficiales:
  - En boca de todos (matinal, Canal 13)
  - Buenos días a todos (matinal, TVN)
  - Alfombra roja (espectáculos, Canal 13)
  - La movida del Festival (misceláneo, Canal 13)
  - Teletrece (noticiero, Canal 13)
  - 24 horas (noticiero, TVN)
- Canales no oficiales:
  - Intrusos en la televisión (espectáculos, Red Televisión)
  - Mucho gusto (matinal, Mega)
  - Mira quién habla (espectáculos, Mega)
  - SQP (espectáculos, Chilevisión)

## Elección de los Reyes

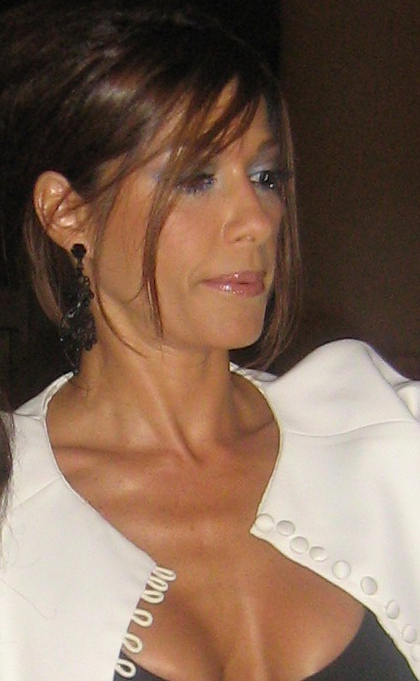
Catherine Fulop, reina del Festival de Viña.

### Reina
Como es tradición, desde 1982 los periodistas acreditados que cubren el Festival de Viña tienen derecho a elegir a la Reina. En esta edición del Festival se modificaron las bases y solo se permitió participar a mujeres que pertenecieran al show mismo, al jurado del certamen o a algún programa de televisión dedicado exclusivamente al evento musical. Respecto a este último caso, solo se aceptó una postulante por programa, y la organización del concurso se reservó el derecho a admitirla. Otra condición era que las candidatas debían amadrinar a alguna organización benéfica de Viña del Mar.
Todas estas reglas se instauraron para no repetir la tónica de años anteriores, donde algunos medios de comunicación postulaban a mujeres casi desconocidas.
Las candidatas tuvieron plazo para inscribirse hasta el 22 de febrero, y las únicas que lo hicieron fueron la actriz venezonala Catherine Fulop (jurado internacional), la modelo argentina Lucila Vit (programa SQP), la chilena Nicole Pérez con su personaje Jennifer's (programa Yingo) y Lucía Pérez (representante de España en la competencia musical). La votación de los periodistas se realizó el 25 de febrero, resultando vencedora Fulop con 181 votos, seguida por Vit, con 40 preferencias, Lucía Pérez, con 29, y Nicole Pérez, con 15. Al día siguiente, Fulop fue coronada y se le premió con un anillo de oro blanco, adornado con una esmeralda y 34 brillantes. Posteriormente, el día 27, la venezolana celebró con el tradicional chapuzón en la piscina del Hotel O'Higgins.
| País      | Candidata       | Representante                                           | Número de Votos |
| --------- | --------------- | ------------------------------------------------------- | --------------- |
| Venezuela | Catherine Fulop | Jurado del Festival                                     | 181 votos       |
| Argentina | Lucila Vit      | SQP, Chilevisión                                        | 40 votos        |
| España    | Lucía Pérez     | Representante de España en la competencia internacional | 29 votos        |
| Chile     | Nicole Pérez    | Yingo, Chilevisión                                      | 15 votos        |

### Rey
Pese a que las apuestas estaban a favor del cantante italiano Paolo Meneguzzi, el vocalista del grupo La Noche, Leo Rey, se coronó el viernes 27 como rey del Festival de Viña del Mar.
El programa Alfombra Roja, le informó al cantante que salió elegido como el más guapo del evento, con 54 votos, derrotando a Meneguzzi que obtuvo 17 preferencias.
El empresario y jurado Leonardo Farkas también se encontraba entre los candidatos, pero obtuvo 10 votos. Mientras que el actor y cantante Augusto Schuster logró 7 preferencias y el bailarín, exintegrante de Rojo y actual integrante de Yingo, Iván Cabrera, solo obtuvo un voto.
La coronación de Rey Feo se llevó a cabo al día siguiente a las 10:00 UCT-3 en el hotel Nilahue, pero por problemas de salud, el nuevo rey del festival no se lanzó el respectivo piscinazo, siendo la primera vez en la historia de esta coronación en la que no sucede este tradicional hecho.
| País         | Candidato        | Representante                                          | Número de Votos |
| ------------ | ---------------- | ------------------------------------------------------ | --------------- |
| Chile        | Leo Rey          | Artista del Festival (Integrante de la banda La Noche) | 54 votos        |
| Italia-Suiza | Paolo Meneguzzi  | Jurado del Festival                                    | 17 votos        |
| Chile        | Leonardo Farkas  | Jurado del Festival                                    | 10 votos        |
| Chile        | Augusto Schuster | Amango y Química, el juego del amor, Canal 13          | 7 votos         |
| Chile        | Iván Cabrera     | Yingo, Chilevisión                                     | 1 voto          |

## Índice de audiencia
| Día       | Canal 13 | TVN   | Total | Horario     |
| --------- | -------- | ----- | ----- | ----------- |
| Lunes     | 27.5     | 19.1  | 46.6  | 21:58-03:03 |
| Martes    | 22.7     | 15.6  | 38.3  | 22:02-02:50 |
| Miércoles | 24.5     | 18.0  | 42.5  | 22:01-03:20 |
| Jueves    | 22.9     | 15.7  | 38.4  | 21:59-03:00 |
| Viernes   | 23.1     | 14.4  | 37.5  | 21:57-02:20 |
| Sábado    | 20.7     | 14.6  | 35.3  | 22:00-01:45 |
| Promedio  | 23.53    | 16.23 | 39.76 |             |